# Kobyła (Tatry)

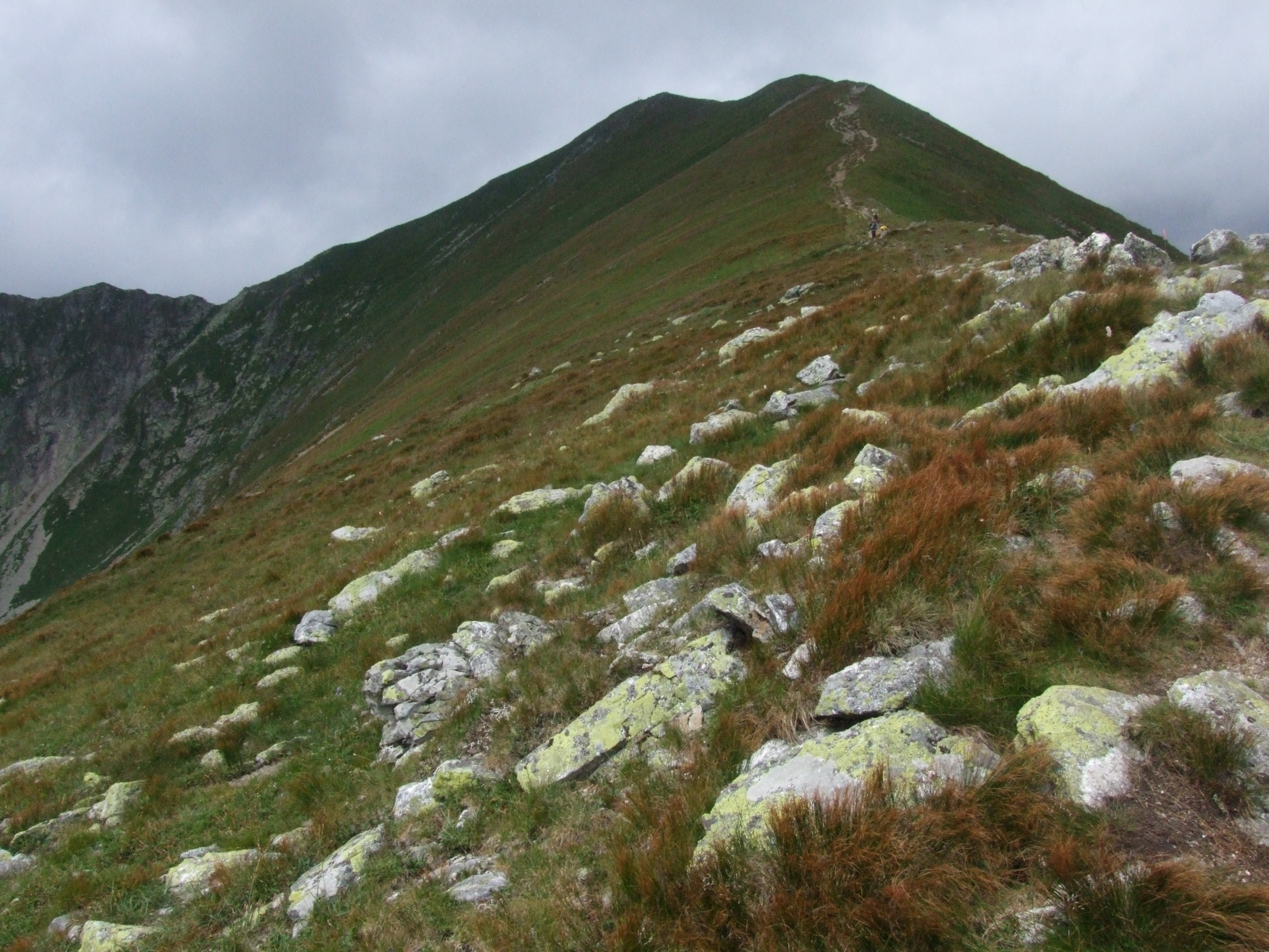
Kobyła, w głębi widoczny szczyt Bystrej

Kobyła (słow. Kobyla) – górny odcinek południowo-wschodniej grani Bystrej w słowackich Tatrach. Jest to dosyć ostra grań opadająca od najwyższego szczytu Tatr Zachodnich – Bystrej (2248 m) do Szerokiej. Wschodnie stoki Kobyły opadają do Doliny Kamienistej, zachodnie do Doliny Bystrej. Uderza kontrast w różnicy poziomów tych dolin; dno Doliny Kamienistej leży o 450 m niżej niż dno Doliny Bystrej.
Przez Kobyłę powadzi szlak turystyczny na Bystrą. Jak pisze Józef Nyka, „rozciąga się z niego urzekający widok na Kamienistą (2121 m) i grzebień Tatr Wysokich z wyniosłą Świnicą”.

## Szlaki turystyczne
– żółty szlak od Tatrzańskiej Drogi Młodości (nr 537) w miejscowości Przybylina przez Dolinę Bystrą na szczyt Bystrej. Czas przejścia: 4 h, ↓ 3 h